# Savio (rijeka)
Savio je rijeka u Sjevernoj Italiji duga 126 km.

## Zemljopisne karakteristike
Rijeka Savio izvire na obroncima planine Monte Castelvecchio u Toskani, pod imenom Fosso Grosso na nadmorskoj visini od 1 126 m.
Od tamo teče gotovo pravolinjski prema sjeveroistoku, nakon što prođe grad Cesena uvire u Jadransko more, kod Lida di Savio u Pokrajini Ravenna. 
Savio u svom toku prima brojne pritoke, od kojih je najveća Borello, koju prima s lijeve strane u svom gornjem toku. 
Savio sa svojim pritokama ima sliv velik oko 700 km², koji obuhvaća dobar dio juga Emilije-Romagna.

## Vanjske poveznice
- Savio na portalu Trecani enciclopedia Italiana (tal.)